# Острозубая песчаная акула
Острозубая песчаная акула (лат. Odontaspis ferox)— вид хрящевых рыб рода песчаных акул одноимённого семейства отряда ламнообразных. Встречается во многих тропических и тёплых умеренных водах. Обычно держится на глубине, хотя иногда заплывает на мелководье. Часто возвращается в одни и те места. Этот редкий вид часто путают с гораздо более распространённой обыкновенной песчаной акулой. 
Это активный хищник. Рацион состоит из костистых рыб, беспозвоночных и мелких акул. Вероятно, острозубые песчаные акулы размножаются бесплацентарным живорождением с оофагией. Несмотря на крупный размер не представляют опасности для человека. 

## Таксономия
Впервые вид научно описан под названием Squalus ferox итальяно-французским натуралистом Антуаном Риссо в 1810 году на основании экземпляра, пойманного у берегов Ниццы, Франция. В 1950 году Гилберт Перси Уайтли на основании австралийского образца описал Odontaspis herbsti отдельно от Odontaspis ferox, обосновав это отличиями в зубах и отсутствием пятен. В 1984 Леонард Компаньо синонимировал два этих названия . 
Название рода происходит от слов греч. ὀδούς — «зуб» и греч. ασπιδος — «щит», а видовое название от слова лат. ferox — «свирепый».
Филогенетические исследования на основе митохондриальной ДНК установили, что острозубая песчаная акула и близкородственный вид большеглазая песчаная акула связаны скорее с лисьими акулами, чем с обыкновенной песчаной акулой, на которую они очень похожи внешне. В действительности, это может указывать на то, что сходство возникло в результате конвергентной эволюции. 
Окаменевшие зубы острозубой песчаной акулы, найденные в Италии и Венесуэле, относятся к периоду нижнего плиоцена (5,3—3,6 млн.лет назад)—.

## Ареал и среда обитания
Острозубые песчаные акулы обитают практически во всех тропических морях и тёплых умеренных водах. В Западной Атлантике они встречаются у берегов Мексики (банка Кампаче), США (Северная Каролина) и Бразилии. В Восточной Атлантике они обитают в Бискайском заливе, у берегов Мадейры, Марокко, Западной Сахары, в Средиземном море. В Индийском океане их можно встретить от ЮАР (Квазулу-Наталь) до Мадагаскара, а также у Мальдивских островов, Шри Ланки, Суматры и у северного побережья Австралии. В восточной части Тихого океана этих акул наблюдают в водах Японии, Австралии (Новый Южный Уэльс), Новой Зеландии и у островной дуги Кермадек. В центральной части Тихого океана они обитают у берегов Гавайев, а в западной — США (юг Калифорнии), Мексики (Мексиканский залив и Нижняя Калифорния) и Колумбии (остров Мальпело). 
Обычно острозубые песчаные акулы встречаются на глубине до 880 м. Обычно они держатся у дна, по которому разбросаны каменные валуны, на континентальном шельфе или в верхней части материкового склона. Этих акул иногда встречают неподалёку от обрыва на скалистых или коралловых рифах, а также вокруг подводных гор и хребтов. В Средиземном море острозубых песчаных акул наблюдают на глубине до 250 м, включая глубины, доступные для дайверов. Предпочитаемый диапазон температур составляет от 6 до 20 °C. В жарком климате они держатся под термоклином, где вода прохладнее. 

## Описание
У острозубых песчаных акул коренастое тело с длинной головой и немного приплюснутым рылом. Глаза среднего размера с крупным круглым зрачком в отличие от щелевидных зрачков обыкновенных песчаных акул. Третье веко отсутствует. Каждый зуб оснащён длинным центральным остриём и 2—3 латеральными зубцами. На верхней челюсти 46—48, а на нижней 36—46 зубных рядов. Основания спинных плавников широкие, сами плавники закруглены. Первый спинной плавник крупнее второго, сдвинут назад, его основание находится ближе к основанию грудных, чем брюшных плавников. Анальный плавник такой же или крупнее спинных плавников. Хвостовой плавник асимметричен, верхняя лопасть намного длиннее нижней. Латеральные кили на хвостовом стебле отсутствуют. На хвостовом стебле имеется прекаудальная выемка. Высота анального плавника составляет от 4,6 до 6 % от общей длины тела. Задний край изогнут. . 
Окраска серого или серо-коричневого цвета, брюхо светлое. У некоторых особей на боках имеются тусклые пятна. У молодых акул края плавников немного темнее основной окраски. 
Максимальная зарегистрированная длина составляет 450 см, а вес 289 кг.

## Биология
Острозубые песчаные акулы являются активными хищниками. Они встречаются как небольшими стаями, так и поодиночке. Вероятно, они способны преодолевать большие расстояния, следуя вдоль подводных хребтов. У них очень крупная печень с высоким содержанием жира, которая позволяет их поддерживать нейтральную плавучесть в толще воды с минимальными усилиями. У берегов Бейрута, Ливан, на глубине 30—45 м есть район, куда острозубые песчаные акулы ежегодно приплывают летом. Некоторые особи из года в год возвращаются на одно и то же место. Цель этих миграций неизвестна, вероятно, спаривание. У взрослых острозубых песчаных акул в естественных условиях нет врагов. На них паразитируют ленточные черви Lithobothrium gracile, а хищником могут являться бразильские светящиеся акулы.
О размножении острозубых песчаных акул известно мало. Пока не была поймана ни одна беременная самка. Описана самка из Калифорнийского залива, правый яичник которой был полон мелкими яйцами. Вероятно, подобно прочим ламнообразным, эти акулы размножаются яйцеживорождением с оофагией. Размер новорождённых составляет 1—1,1 м. Молодые акулы держатся на бо́льшей глубине по сравнению со взрослыми. Вероятно, таким образом они избегают встречи с крупными хищниками, которые обитают на мелководье, например, с белой акулой. 
Самцы достигают половой зрелости при достижении длины 2—2,5 м, а самки — 3—3,5 м. Шрамы на телах некоторых особей могут быть получены во время ухаживания. 
По сравнению с обыкновенными песчаными акулами острозубые песчаные акулы обладают не столь внушительным набором зубов, приспособленных рвать и крушить, что даёт основание предположить, что они охотятся на сравнительно мелкую добычу. Они питаются костистыми рыбами, например, морскими окунями, беспозвоночными, в том числе кальмарами, равноногими ракообразными и хрящевыми рыбами (скаты и химеры). Наиболее крупной зарегистрированной добычей острозубой песчаной акулы была чёрная акула длиной 1,3 м, обнаруженная в желудке самца длиной 2,9 м у берегов Новой Каледонии.

## Взаимодействие с человеком
Акула в целом считается неагрессивной, многочисленные дайверы, видевшие этих акул под водой, свидетельствуют о том, что они робки и не проявляют агрессию, даже, когда к ним приближаются на короткое расстояние. Они попадают в качестве прилова в жаберные сети, донные тралы и ярусы, особенно в Средиземном море и у берегов Японии. Как правило, их выбрасывают за борт, за исключением Японии, где мясо употребляют в пищу, хотя и считают его низкосортным по сравнению с мясом обыкновенных песчаных акул. Кроме того, ценятся плавники, челюсти и хрящи. 
В начале 1970-х годов острозубые песчаные акулы были обнаружены на мелководье. Это открытие вызвало опасение относительно способности данного вида выдерживать антропогенное воздействие. Для оценки статуса сохранности по всему мире данных недостаточно, однако в австралийских водах Международный союз охраны природы присвоил этому виду статус «Уязвимый» из-за сокращения добычи этих акул у берегов Нового Южного Уэльса с 1970-х годов на 50%. Считается, что численность средиземноморский популяции также снизилась из-за ухудшения условий обитания, перелова, загрязнения и антропогенного воздействия. В Австралии острозубые песчаные акулы с 1984 года находятся под государственной охраной, однако оценить эффективность данных мер в настоящий момент трудно.